# Kurt Landauer
Kurt Landauer (Planegg, 1884. július 28. – München, 1961. december 21.) egy zsidó származású német vállalkozó volt. Ő töltötte a leghosszabb időszakot a Bayern München elnöki posztjában.

## Élete
Kurt Landauer München kerületében egy kisvárosban, Planeggben született. 1901-ben fiatalként a Bayern München játékosa lett. Nem sokkal később Lausanneba kellett költöznie, de 1905-ben visszatért Münchenbe. 1913-ban megválasztották a Bayern München elnökévé. Az első világháború kirobbanása miatt anarchikus időszak köszöntött be a Bayern München háza táján: a háborús évek alatt hat alkalommal váltottak elnököt. Amint 1919-ben Landauer visszatért Münchenbe megkezdte második hivatali idejét a Bayern München elnöki posztjában. 1921-ben a csapat korábbi elnöke, Fred Dunn lett az elnök egy szezon erejéig. Ezt követően 1922-től 1933-ig volt a müncheniek elnöke. Harmadik elnöki irányítása alatt a Bayern kétszer Dél-Német bajnok lett 1926-ban, valamint 1928-ban. A csapattal 1926-ban, 1928-ban és 1929-ben is részt vett a Német Országos Labdarúgó Bajnokságon. Az áttörés 1932-ben jött, amikor az osztrák Dombi Richarddal megnyerték az Országos Labdarúgó Bajnokságot. 1933-ban Politikai okok miatt kényszerült elhagyni a klubot. A nemzetiszocialista hatalomátvétel miatt március 22-én lemondott.
Zsidó származása miatt 1938. november 10-én letartóztatták, és a dachaui koncentrációs táborba hurcolták. 33 nap után szerencséjére az ekkor még munkatáborból kiengedték, mivel az első világháborúban a német oldalon harcolt. 1939. március 15-én Svájcba emigrált. 1940-ben a Bayern München Genfben lépett pályára a svájci labdarúgó-válogatott ellen. Ekkor találkoztak a játékosok Kurt Landauerrel, és győzték meg, hogy visszatérjen Münchenbe. Emiatt megfenyegette őt a Gestapo, hogy következményekkel nézhet szembe, viszont a fenyegetéseken kívül más intézkedéseket nem tett a titkosügynökség Landauer ellen.
Miután Kurt Landauer visszatér Münchenbe 1947-ben ismét kinevezik a Bayern München elnökévé. Megbízatása 1951-ig tartott, mert nem választották meg újra. Landauer 1961. december 21-én 77 évesen hunyt el Münchenben. 2013-ban a Bayern München tiszteletbeli elnökévé avatták.

## Dokumentumfilm
ARD, az ORF, a WDR és a bajor TV koprodukciójában készül film a Bayern München történetének egyik legjelentősebb személyéről, Kurt Landauer életéről. A filmet 2014-ben mutatták be.